# Linia kolejowa 70 Budapest – Vác – Szob
Linia kolejowa Budapest – Vác – Szob – główna linia kolejowa na Węgrzech. Jest to linia dwutorowa, w całości zelektryfikowana, sieć jest zasilana napięciem zmiennym 25 kV 50 Hz AC.

## Historia
Jest to linia jedna z najstarszych na ziemi węgierskiej, otwarta 15 lipca 1846 roku.

## Szybkości na linii
- Budapest-Nyugati – Rákosrendező szybkość 60 km/h
- Rákosrendező – Rákospalota szybkość 80 km/h
- Rákospalota – Vác szybkość 120 km/h
- Vác – Szob szybkość 100 km/h